# 西霍弗德角
69°45′S 37°23′E / 69.750°S 37.383°E
西霍弗德角，是南極洲的海岬，位於毛德皇后地的哈拉爾王子海岸，處於呂佐夫-霍爾姆灣南部，根據挪威探險隊拍攝的空中照片繪入地圖，現時由南極條約體系管理。

## 外部連結
- 本条目引用的公有领域材料来自美国地质调查局的文档 《西霍弗德角》 （資料來自地名信息系统）。